# San Ramón de la Nueva Orán
Pour les articles homonymes, voir San Ramon et Oran.
San Ramón de la Nueva Orán, ou simplement Orán, est une ville de la province de Salta, en Argentine, et le chef-lieu du département d'Orán. Sa population s'élevait à 66 915 habitants en 2001. C'est une des deux villes les plus peuplées de la province, après la capitale (Salta).

## Situation
La ville est construite à 9 km au sud du río Bermejo (rive droite), entre ses deux affluents : le río Zenta qui coule à peu de distance au nord-ouest et baigne sa banlieue nord, et le río San Francisco éloigné de plus ou moins 25 km vers le sud-est.

## Histoire
Elle serait la dernière ville fondée par les Espagnols en Amérique, le 31 août 1794, par un certain Ramón García de León y Pizarro, né dans la ville d'Oran, dans l'Algérie actuelle, en 1729.

## Population
La croissance démographique entre 1991 et 2001 était de 31,9 %.

## Religion
La ville est le centre d'un évêché catholique suffragant de l'archevêché de Salta. Son siège se trouve dans la Cathédrale d'Orán.
Gustavo Óscar Zanchetta est évêque d'Orán de 2013 à 2017.